# Layman Peak
Il Layman Peak, (in lingua inglese: Picco Layman), è un picco roccioso antartico, alto 2.560 m, situato 6 km a est del Monte Bellows, e 7 km a nord del McIntyre Promontory, nei Monti della Regina Maud, in Antartide. 
Il picco è stato scoperto e fotografato dall'United States Antarctic Service durante il volo C del 29 febbraio-1º marzo 1940 e ispezionato dal geofisico statunitense Albert P. Crary nel 1957-58.
La denominazione è stata assegnata dallo stesso Crary in onore di Frank Layman, meccanico dei gruppi impegnati nella traversata della Barriera di Ross (1957-58) e della Terra della Regina Vittoria (1958-58).